# قيس بن سعد بن عبادة
قيس بن سعد بن عبادة الساعدي الخزرجي صحابي جليل من أكرم بيوت العرب وأعرقها نسبًا، فأبوه هو الصحابي الجليل سعد بن عبادة سيد الخزرج.

## كرم أبيه وجده
كان لأسرة قيس، على عادة أثرياء وكرام العرب يومئذ، مناد يقف فوق مرتفع لهم وينادي الضيفان إلى طعامهم نهارا أو يوقد النار لتهدي الغريب الساري ليلا وكان الناس يومئذ يقولون:«من أحبّ الشحم، واللحم، فليأت أطم دليم بن حارثة»... ودليم بن حارثة، هو الجد الثاني لقيس ففي هذا البيت العريق أرضع قيس الجود والسماح.وقيل عن أبيه سعد: «كان الرجل من الأنصار ينطلق إلى داره، بالواحد من المهاجرين، أو بالاثنين، أو بالثلاثة. وكان سعد بن عبادة ينطلق بالثمانين».

## خلقته ونشأته
كان من أطول الناس ومن أجملهم وكان لا ينبت بوجهه شعر كان الأنصار يعاملونه كزعيم منذ صغره كانوا يقولون: لو استطعنا أن نشتري لقيس لحية بأموالنا لفعلنا.

## قبل الأسلام
حين كان قيس، قبل الإسلام يعامل الناس بذكائه كانوا لا يحتملون منه ومضة ذهن، ولم يكن في المدينة وما حولها إلا من يحسب لدهائه ألف حساب فلما أسلم، علّمه الإسلام أن يعامل الناس بإخلاصه، لا بدهائه ومن ثمّ نحّى دهاءه جانبا، ولم يعد ينسج به مناوراته القاضية وصار كلما واجه موقعا صعبا، يأخذه الحنين إلى دهائه المقيد، فيقول عبارته المأثورة: «لولا الإسلام، لمكرت مكرا لا تطيقه العرب».

## كرمه
قد تربى قيس منذ الصغر على الشجاعة والكرم، حتى صار يضرب به المثل في جوده وكرمه. ذات مرة جاءت امرأة عجوز تشكو فقرها إلى قيس، فقال لخدمه: املئوا بيتها خبزًا وسمنًا وتمرًا. [ابن عساكر].
وكان قيس يطعم الناس في أسفاره مع النبي، وكان إذا نفد (انتهى) ما معه يستدين وينادي في كل يوم: هلموا إلى اللحم والثريد. [ابن عساكر].
باع تجارة بتسعين ألفا، ثم أمر من ينادي بالمدينة: من أراد القرض فليأت، فجاء إليه أناس كثيرون، أقرضهم أربعين ألفًا وتصدق بالباقي، وذات يوم أصابه مرض فقل عواده وزواره، فسأل زوجته: لم قل عوادي؟ فأجابت: لأنهم يستحيون من أجل دينك فأمر مناديًا ينادي: من كان عليه دين فهو له، فأتى الناس يزورونه حتى هدموا درجة كانوا يصعدون عليها إليه. من كثرة عواده

```
كان يقول: اللهم ارزقني مالاً وفعالاً فإنه لا يصلح الفعال إلا بالمال. [ابن عساكر].
```

وجاءه كثير بن الصلت فطلب منه ثلاثين ألفًا على سبيل القرض، فأعطاه إياها، ولما ردها إليه رفض قيس أن يقبلها، وقال: إنا لا نعود في شيء أعطيناه.
اشترك قيس مع ثلاثمائة صحابي في غزوة سيف البحر بقيادة أبي عبيدة بن الجراح، فأصابهم فيها جوع شديد، وفنى ما معهم من زاد، فقام قيس فذبح ثلاثة جمال لهم ثم استدان ووعد المدين أن يرجع له ماله في المدينة وذبح ثلاث أخرى ثم استدان ووعد المدين أن يرجع له ماله بالمدينة فذبح ثلاث أخرى حتى نهاه أبو عبيدة عن ذلك حين رزق الله الجيش بحوت كبير ظلوا يأكلون منه ثمانية عشر يومًا، وعندما عادوا للنبي صلى الله عليه وسلم وذكروا له ذلك، فقال عن قيس: (أما إنه في بيت جود) [ابن عساكر].
وتحدث أبو بكر وعمر -رضي الله عنهما- عن كرم قيس وسخائه، فقالا: لو تركنا هذا الفتى لسخائه لأهلك (قضى على) مال أبيه، فلما سمع سعد ذلك قام عند النبي فقال: من يعذرني من ابن أبي قحافة (أبي بكر) وابن الخطاب، يُبَخِّلان عليَّ ابني.

## منزلته عند رسول الله
كان قيس ملازمًا للنبي، وروى البخاري والترمذي عن أنس بن مالك أنه قال: «إنَّ قَيْسَ بنَ سَعْدٍ كانَ يَكونُ بيْنَ يَدَيِ النبيِّ صَلَّى اللهُ عليه وسلَّمَ، بمَنْزِلَةِ صَاحِبِ الشُّرَطِ مِنَ الأمِيرِ».

## روايته للحديث
روى عن رسول الله محمد.
روى عنه: أبو عمار عريب بن حميد الهمداني، وعبد الرحمن بن أبي ليلى، وعمرو بن شرحبيل، وعامر الشعبي، وعروة بن الزبير ومحمد بن شرحبيل، وميمون بن أبي شبيب، والوليد بن عبدة السهمي، وعبد الله بن مالك الجيشاني، وبكر بن سوادة، وثعلبة بن أبي مالك، وبريم بن أبو العلاء.

## دوره في المعارك
عرف بشجاعته وبسالته وإقدامه، فكان حاملا للواء الأنصار مع رسول الله، وشهد مع الرسول الغزوات، وأخذ النبي الراية يوم فتح مكة من أبيه سعد وأعطاها لابنه قيس؛ حيث كان بطلاً قويًّا وفارسًا مقدامًا ومجاهدًا عظيمًا.

## موقفه مع علي بن أبي طالب في الفتنة
جاهد قيس مع الخلفاء الراشدين، وقد ولاه الخليفة علي حكم مصر، ثم عزله منها وأجلس عنده بعد خدع معاوية لعلي والناس وإعلان ولاء قيس لمعاوية وكانت تلك خديعه من معاوية لأنه كان يخاف من دهاء وحنكة قيس، وعين علي مكان قيس محمد بن أبي بكر فلم يزل معاوية عليه حتى ضم مصر إلى حكمه.
ولقد كان مكان قيس يوم صفين مع علي ضدّ معاوية وكان يجلس مع نفسه فيرسم الخدعة التي يمكن أن يؤدي بمعاوية وبمن معه في يوم أو ببعض يوم، بيد أنه يتفحص خدعته هذه التي تفتق عنها ذكاؤه فيجدها من المكر السيئ الخطر، ثم يذكر قول الله سبحانه: (ولا يحيق المكر السيئ إلا بأهله) فيهبّ من فوره مستغفرا.
ولما استشهد الخليفة علي بايع ابنه الحسن وقاد خمسة آلاف رجل لحرب معاوية، لكن الحسن آثر أن يحقن دماء المسلمين فتفاوض مع معاوية وبايعه على الخلافة، وتنازل عنها، فرجع قيس إلى المدينة، وجمع قومه وخطب فيهم وقال: إن شئتم جالدت بكم حتى يموت الأعجل منا، وإن شئتم أخذت لكم أمانًا، فاختار جنوده الأمان وقالوا: خذ لنا أمانًا. فأخذ لهم الأمان من معاوية. [ابن عساكر].

## قصته مع أطول رجل في الروم
قيل أن ملك الروم بعث إلى معاوية برجلين من جيشه يزعم أن أحدهما أقوى الروم، والآخر أطول الروم فانظر هل في قومك من يفوقهما في قوة هذا وطول هذا؟ فإن كان في قومك من يفوقهما بعثت إليك من الأسرى كذا وكذا
ومن التحف كذا وكذا، وإن لم يكن في جيشك من هو أقوى وأطول منهما فهادني ثلاث سنين. فلما حضرا عند معاوية قال: من لهذا القوي؟ فقالوا: ماله إلا أحد رجلين، إما محمد بن الحنفية، أو عبد الله بن الزبير، فجيء بمحمد بن الحنفية وهو ابن علي بن أبي طالب. فلما اجتمع الناس عند معاوية قال له معاوية: أتعلم فيم أرسلت إليك؟ قال: لا! فذكر له أمر الرومي وشدة بأسه. فقال للرومي: إما أن تجلس لي أو أجلس إليك وتناولني يدك أو أناولك يدي، فأينا قدر على أن يقيم الآخر من مكانه غلبه، وإلا فقد غُلب. قال له: ماذا تريد؟ تجلس أو أجلس ؟ فقال له الرومي: بل اجلس أنت، فجلس محمد بن الحنفية وأعطى الرومي يده فاجتهد الرومي بكل ما يقدر عليه من القوة أن يزيله من مكانه أو يحركه ليقيمه فلم يقدر على ذلك، ولا وجد إليه سبيلا، فغُلب الرومي: عند ذلك، وظهر لمن معه من الوفود من بلاد الروم أنه قد غُلب. ثم قام محمد بن الحنفية فقال للرومي: اجلس لي، فجلس وأعطى محمدا يده فما أمهلة أن أقامه سريعا، ورفعه في الهواء ثم ألقاه على الأرض فسر بذلك معاوية سرورا عظيما. ونهض قيس بن سعد فتنحى عن الناس ثم خلع سراويله وأعطاها لذلك الرومي الطويل فلبسها فبلغت إلى ثدييه وأطرافها تخط بالأرض، فاعترف الرومي بالغلبة. وبعث ملكهم ما كان التزمه لمعاوية
روى قيس كثيرًا من أحاديث رسول الله وروى عنه جماعة من الصحابة والتابعين. وعاش قيس في المدينة، حتى توفي في آخر خلافة معاوية.
1. سير أعلام النبلاء للذهبي_قيس بن سعد
2. البداية والنهاية لابن كثير_قيس بن سعد بن عبادة الخزرجي
3. إسلام ويب_المكتبة الإسلامية_قيس بن سعد
4. شبكة الإمام الرضا الشيعية_المشاهير_قيس بن سعد الأنصاري